# Temminck-Neuweltabendsegler
Der Temminck-Neuweltabendsegler (Nycticeius aenobarbus) ist ein Fledertier, das seit einer Studie von Dilford C. Carter und Patricia G. Dolan (1978) in die Gattung der Amerikanischen Abendsegler eingeordnet wird.

## Merkmale
Der Holotyp ist mit etwa 37 mm Kopf-Rumpf-Länge, einer Schwanzlänge bei 20 mm, mit einer Flügelspannweite von 166 mm und mit 11 mm langen Oberschenkelknochen kleiner als europäische Zwergfledermäuse. Auf der Oberseite ist langes Fell vorhanden, dessen Haare an den Wurzeln schwarz und im weiteren Verlauf rot sind. Bis auf weiße Stellen an den Geschlechtsteilen und auf der Brust ist die Unterseite wie die Oberseite gefärbt, nur etwas heller. Typisch sind Ohren mit abgerundeten Spitzen, ein breiter Tragus der an der Spitze nicht schmaler wird und eine kurze Schnauze. Im Oberkiefer sind zwei und im Unterkiefer drei Schneidezähne pro Hälfte vorhanden.

## Taxonomie
Der niederländische Zoologe Coenraad Jacob Temminck beschrieb die Art 1840 in einer Abhandlung über das äquatoriale Amerika als Vespertilio aenobarbus und somit als Mitglied der Zweifarbfledermäuse.
1928 erklärten die US-amerikanischen Zoologen Miller und Allen in ihrer Monographie über die amerikanischen Fledermäuse der Gattung Myotis Vespertilio aenobarbus zum Synonym des Silberspitzen-Mausohrs (Myotis albescens). Dieser Auffassung folgten der spanisch-argentinische Mammaloge Cabrera (1958), seine Kollegen Hall und Kelson (1959) und der Niederländer Husson (1962).
Die Art zeigt jedoch deutliche morphologische und genetische Abweichungen, was zur Einordnung in Nycticeius führte. Die Herkunft des zur Erstbeschreibung genutzten Tieres ist nicht gesichert. Sollte dieses aus der Alten Welt stammen, ist eine nahe Verwandtschaft zu den Gattungen Scotoecus, Kleine Breitnasenfledermäuse und Große Breitnasenfledermäuse möglich.

## Verbreitung, Lebensweise und Gefährdung
Die Verortung des Fundortes in Südamerika ist seit 1978 umstritten. Zum bevorzugten Habitat, zum Verhalten und zur Populationsgröße gibt es keine Angaben.
Da notwendige Informationen fehlen, listet die IUCN den Temminck-Neuweltabendsegler mit unzureichende Datenlage (data deficient).